# ルート・ファン・ニステルローイ
ルトヘルス・ヨハネス・マルティヌス・"ルート"・ファン・ニステルローイ（Rutgerus Johannes Martinus van Nistelrooij、1976年7月1日 - ）は、オランダ・北ブラバント州オス出身の元サッカー選手、現サッカー指導者。現役時代のポジションはフォワード。元オランダ代表。
オランダ、イングランド、スペインの3つのリーグで得点王を経験し、UEFAチャンピオンズリーグでも3大会で得点王となった。また、2002年にはIFFHSの世界得点王にも選ばれた。

## クラブ経歴

### オランダ時代
1993年にオランダのクラブチーム・FCデン・ボスでキャリアをスタート。セントラルミッドフィールダーからセンターフォワードへとコンバートされるとフォワードとして頭角を現し、1996-97シーズンに31試合に出場して12得点を挙げた。その翌シーズンに36万ユーロでSCヘーレンフェーンへと移籍。ヘーレンフェーン加入後、ストライカー起用をしようとしたフォッペ・デ・ハーンに対して「あなたは間違ってるよ。僕は純粋なMF」と抵抗し、前線でチャンスを待ち続けなければならないポジションでのプレーに難色を示していた。しかしデ・ハーンの熱心な指導によってストライカーとして成長し、31試合で13得点を挙げた。同クラブでのプレーはその1年のみであった。1998年にPSVアイントホーフェンへ当時のオランダリーグ最高額の移籍金630万ユーロで移籍。
移籍1年目に31得点を記録してエールディヴィジ得点王となり、ヨーロッパ全体でも2番目に多い得点を決めた選手となった。その活躍からオランダリーグ最優秀選手に選ばれた。1999-2000シーズンも勢いは止まらず、2年連続でリーグ得点王、リーグ最優秀選手となった。PSVでの活躍が海外からも注目され、2000年にマンチェスター・ユナイテッドFCが獲得に名乗りを挙げ、アレックス・ファーガソン監督は、ヘーレンフェーンのトライアウトを受ける息子に「すぐにファン・ニステルローイのサインをもらってきてくれ」と頼んだとされる。また、マンチェスター・ユナイテッドはPSVに代理人を送り、契約を結んだ。十字靭帯断裂のため移籍は先送りとなり、翌2001年に入団。

### マンチェスター・ユナイテッド
移籍1年目にアラン・シアラーやティエリ・アンリらと並んでリーグ記録となる8試合連続ゴールを決めるなど23得点を挙げ、プレミアリーグの得点ランクで2位タイにつけた。また、UEFAチャンピオンズリーグでも10得点を記録し、大会得点王となる。その年、PFA年間最優秀選手賞にも選ばれた。

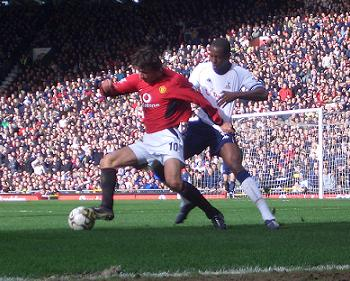
マンチェスター・ユナイテッド時代

翌年もUEFAチャンピオンズリーグ得点王、更に3つのハットトリックを含む25得点でプレミアリーグ得点王に輝くなど、オランダのみならず世界有数のストライカーに成長した。2004年2月7日、エヴァートンFC戦ではクラブ通算100得点を達成し、ミルウォールとのFAカップ決勝ではPKを含む2ゴールを挙げ、タイトル獲得に貢献した。2004-05シーズンは怪我によりリーグの多くを欠場した。しかし、UEFAチャンピオンズリーグでは8得点を記録し、3度目の得点王となる。2004年9月16日のオリンピック・リヨン戦での得点はマンチェスター・ユナイテッドでのチャンピオンズリーグ29得点目となり、デニス・ローの有していた欧州大会におけるクラブ最多得点記録28を更新した。
2005-06シーズンもゴールを量産し、最終的に得点ランク2位となる21得点を決めたものの、ウィガン・アスレティックFCとのフットボールリーグカップ決勝などを始めベンチで過ごすことが増えた。ウェイン・ルーニーを主軸にルイ・サハとファン・ニステルローイをチョイスする監督のアレックス・ファーガソンの起用法に反発。また、クロッサーとしてホットラインを築いていたデビッド・ベッカムの移籍後に同ポジションに収まったクリスティアーノ・ロナウドとそりが合わなかったことなどもあり、2006年7月27日に移籍金1500万ユーロでレアル・マドリードに移籍した。

### レアル・マドリード
移籍早々のリーグ第2節レバンテUD戦でハットトリックの活躍をみせると、2006年11月12日のCAオサスナ戦では前半のみでハットトリックを達成し、後半にも1点を追加し計4得点を取るなど、1年目から得点を量産。優勝がかかった終盤戦でも、31節から37節までウーゴ・サンチェス以来となる7試合連続ゴールを決めた。これによりチームのリーグ優勝に貢献し、個人としても25得点をあげ得点王となった。しかし、2007-08シーズンの後半に負傷した際、メディカルスタッフやプレドラグ・ミヤトヴィッチSDの制止にも関わらず、独断でアメリカで手術を行い残りのシーズンをふいにした。2008-09シーズンにも負傷をしてしまい、診断のためアメリカへと渡った（この時はクラブとの合意を得た上で行った）。その結果、右膝半月板の損傷とされ、シーズン中での復帰は絶望とされた。
2009年9月20日のシェレスCD戦で80分にクリスティアーノ・ロナウドに代わって復帰を果たし、89分にはゴールも挙げたが、その試合で再び怪我に見舞われてしまい、6週間の離脱を余儀なくされた。本人はレアル・マドリードで現役生活を終えたいと代理人を通じ語ったが、レアル・マドリードが2009年夏の移籍市場に行った大型補強の結果、出場機会が激減し、2010年1月24日にレアル・マドリードとの契約を解除してハンブルガーSVに1年半の契約で移籍した。

### ハンブルガーSV
2010年2月6日の1.FCケルン戦で途中出場しブンデスリーガデビューを飾ると、続く同月13日のシュトゥットガルト戦で2得点を挙げた。3月11日のUEFAヨーロッパリーグラウンド16のアンデルレヒト戦1stレグでは、ヨーロッパリーグ初得点を挙げた。
2011年冬の移籍市場で、ゴンサロ・イグアインの離脱によってFWの補強が急務になったレアル・マドリードへのレンタルでの復帰が取り沙汰された。ファン・ニステルローイ自身もこの移籍には乗り気であり、移籍金の一部を自ら負担する姿勢もみせた。しかし、ハンブルガーSV側はこのオファーを拒否した。その影響もあってか、シーズン後半戦はわずか2得点に終わった。2011年6月2日、大型補強を行っていたマラガCFへの移籍を発表。フリーでの1年契約であり、約1年半ぶりのスペイン復帰となった。

### マラガ
2011年10月1日のヘタフェCF戦で移籍後初得点を記録した。2012年5月14日に現役引退を表明した。

## 代表経歴

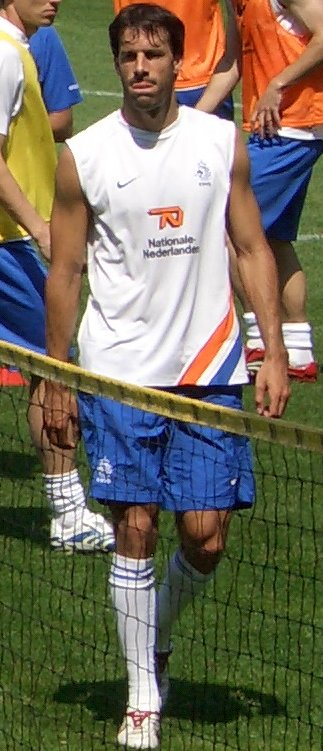
オランダ代表で練習中のファン・ニステルローイ

オランダ代表には1998年11月19日のドイツ戦で代表デビューを果たす。2006 FIFAワールドカップメンバーにも選ばれたが、監督のファン・バステンの起用法などに不満を持ち、大会終了後には「マルコ（ファン・バステン）がベンチにいる間は代表として戦わない」とその後の代表招集を拒み続ける。また、EURO2008予選で若手FWの1人だったフンテラールが怪我で出場できない試合があった時にファン・バステンから直接出てくれないかと電話があったが、ファン・ニステルローイは断った。フンテラールの代役という形が嫌だったらしい。その後、ファン・バステンと和解し、2007年8月22日のスイスとの親善試合からオランダ代表に復帰している。
2008年8月5日、代表引退を発表した。しかし、「2010 FIFAワールドカップに出て欲しいと言うのなら、NOとは言えない」と代表復帰を匂わす発言をしている。また、半月板の負傷により離脱している間には「代表チームから招集されて、W杯でプレーできるように戦いたい」と語った。
2010 FIFAワールドカップは代表選考から漏れ、出場できなかった。
2010年8月30日にロビン・ファン・ペルシの負傷により、代役として2年ぶりに代表に招集された。9月3日のEURO2012予選のサンマリノ戦で途中出場し、2年ぶりの得点も挙げた。

## 指導者経歴

### オランダ代表
2014年3月28日、2014 FIFAワールドカップ後にオランダ代表監督に就任するフース・ヒディンクのアシスタントコーチに就任することが決定した。2015年6月29日にヒディンクが退任し、後任としてダニー・ブリントが監督就任後も引き続きコーチ職に留任している。

### PSV
2016年2月3日、2016-17シーズンから古巣PSVの下部組織のU-19カテゴリーのコーチに就任することが発表された。同時にオランダ代表のアシスタントコーチ職からは辞職した。
2019年12月17日、オランダサッカー協会はファン・ニステルローイのオランダ代表のアシスタントコーチ再任を発表した。PSVの下部組織の監督との兼任となる。
2021年6月1日、2021-2022シーズンよりヨングPSV（U-21）監督に就任することが発表された。
2022年3月30日、PSVは、2021-2022シーズン終了後に退任するロガー・シュミット監督の後任として、ファン・ニステルローイがトップチームの監督に昇格することを発表した。就任初年度からKNVBカップとヨハン・クライフ・スハールの二冠を達成し、リーグ戦でも首位のフェイエノールトに次ぐ2位に付けていたが、2023年5月24日、PSVは最終節前にファン・ニステルローイの電撃辞任を発表した。発表によれば、ファン・ニステルローイは「クラブのサポートの欠如」を辞任理由としており、両者は会談を重ねたものの、折り合いがつかず、クラブはシーズン終了まで指揮を執ることを要請していたが、辞意は強かったと報じられている。

### マンチェスター・ユナイテッド
2024年7月11日、同胞のエリック・テン・ハフ率いる古巣マンチェスター・ユナイテッドFCのアシスタントコーチに就任したことが発表された。契約期間は2年間。ファン・ニステルローイにとっては、2006年以来18年ぶりの古巣復帰となった。10月28日、リーグ戦9試合で勝ち点11、得失点差-3、リーグ14位という結果を受け、クラブはテン・ハフを解任。新監督招聘までの間、暫定監督を務めることが発表された。就任初戦となったEFLカップの対レスター・シティFC戦を5-2の大勝で飾るなど4試合を3勝1分と無敗で切り抜けたことで正式監督就任への声も高まっていたが、11月11日にクラブはルベン・アモリムの招聘を発表。ファン・ニステルローイの去就も注目されたが、アモリムが自身のスタッフを引き連れてくることを望んだため、ファン・ニステルローイを始めとしたテン・ハフのスタッフ陣の退任が決定した。

### レスター・シティ
2024年11月29日、成績不振により解任されたスティーヴ・クーパーの後任として、レスター・シティFCの監督に就任した。任期は2027年6月までの約2年半。
主軸選手の入れ替えがさらなる得点力の低下を招き、12月のウルブズ戦から翌年4月のリヴァプール戦にかけて、無得点でのホーム9連敗はトップリーグ史上初の記録となった。
クラブは5試合を残してリーグ降格が決定。
2025年6月27日、双方合意でクラブとの契約を解除した。

## エピソード
- セミプロ時代は両親の影響で地元の大学に通いながらプレーしていた。
- 元オランダ代表のパトリック・クライファートとは生年月日と身長（体重も1キロ差）が全く同じであるが、犬猿の仲であることはよく知られている。2人のサッカー人生、生まれた環境等も対照的。2トップを組んだことがあるが全く噛み合わなかった。
- 本人ではなくクライファートがオランダ代表で先発メンバーだった時に記者会見の場で「僕はパトリック・クライファートのように完成されたセンターフォワードではないがストライカーとしての自信はある」と言い、ポストプレーによるアシストよりも点を取ることの方が得意だと語った。
- プレミアリーグでシーズン跨ぎながらも10試合連続ゴールを記録。これは長らくプレミアリーグの最長記録だった。（2015-16シーズン、ジェイミー・ヴァーディが同一シーズン中に更新）
- サッカーの他に、テニスと体操をやっていた時期がある。
- 2007-08シーズンのUEFAチャンピオンズリーググループステージ最終節、ホームでのラツィオ戦終了後、すぐにピッチサイドへと向かい、観客席の女性にユニフォームを手渡した。その女性はファン・ニステルローイと同郷の余命2か月と宣告されていた重病患者で、お互いに面識はなかったが、彼女の事情を耳にしたファン・ニステルローイの父親がそれを息子に伝え、ファン・ニステルローイがその試合に招待した。女性はそれを受け取ると、涙を流しながら感謝の気持ちをキスで表現し、泣き崩れる彼女をファン・ニステルローイは、温かい表情で見守った。

## 個人成績

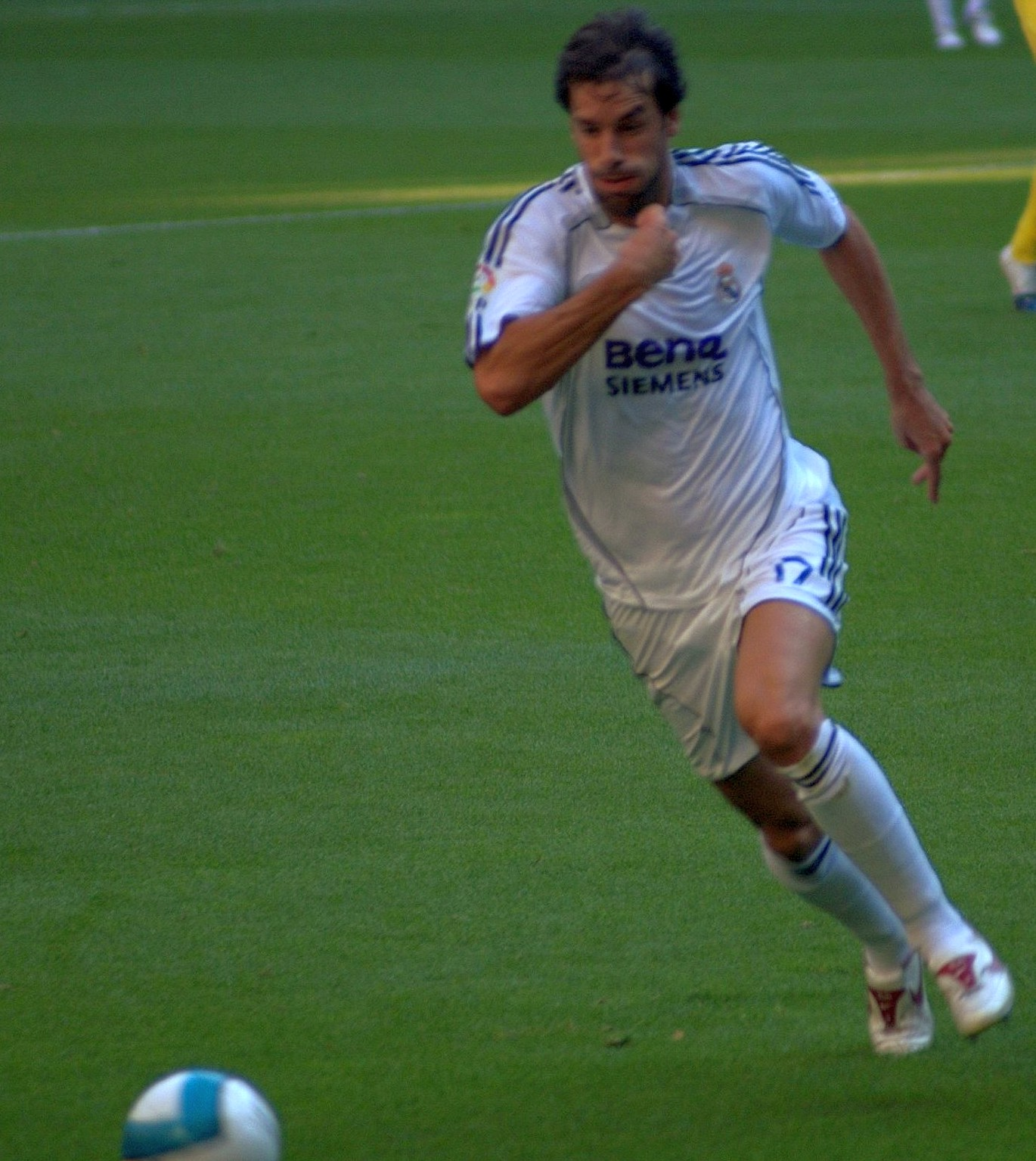
レアル・マドリード時代

| クラブ                       | シーズン     | リーグ戦               | リーグ戦 | リーグ戦 | 国内カップ | 国内カップ | リーグカップ | リーグカップ | 国際大会 | 国際大会 | その他 | その他 | 合計 | 合計 |
| クラブ                       | シーズン     | ディヴィジョン         | 出場     | 得点     | 出場       | 得点       | 出場         | 得点         | 出場     | 得点     | 出場   | 得点   | 出場 | 得点 |
| ---------------------------- | ------------ | ---------------------- | -------- | -------- | ---------- | ---------- | ------------ | ------------ | -------- | -------- | ------ | ------ | ---- | ---- |
| デン・ボス                   | 1993-94      | エールステ・ディヴィジ | 2        | 0        | 0          | 0          | -            | -            | -        | -        | -      | -      | 2    | 0    |
| デン・ボス                   | 1994-95      | エールステ・ディヴィジ | 15       | 3        | 2          | 3          | -            | -            | -        | -        | -      | -      | 17   | 6    |
| デン・ボス                   | 1995-96      | エールステ・ディヴィジ | 21       | 2        | 0          | 0          | -            | -            | -        | -        | -      | -      | 21   | 2    |
| デン・ボス                   | 1996-97      | エールステ・ディヴィジ | 31       | 12       | 0          | 0          | -            | -            | -        | -        | -      | -      | 31   | 12   |
| デン・ボス                   | クラブ通算   | クラブ通算             | 69       | 17       | 2          | 3          | 0            | 0            | 0        | 0        | 0      | 0      | 71   | 20   |
| ヘーレンフェーン             | 1997-98      | エールディヴィジ       | 31       | 13       | 5          | 3          | -            | -            | 4        | 0        | -      | -      | 40   | 16   |
| PSV                          | 1998-99      | エールディヴィジ       | 34       | 31       | 4          | 4          | -            | -            | 7        | 6        | 1      | 0      | 46   | 41   |
| PSV                          | 1999-00      | エールディヴィジ       | 23       | 29       | 1          | 0          | -            | -            | 8        | 3        | -      | -      | 32   | 32   |
| PSV                          | 2000-01      | エールディヴィジ       | 10       | 2        | 2          | 2          | -            | -            | -        | -        | -      | -      | 12   | 4    |
| PSV                          | クラブ通算   | クラブ通算             | 67       | 62       | 7          | 6          | 0            | 0            | 15       | 9        | 1      | 0      | 90   | 77   |
| マンチェスター・ユナイテッド | 2001-02      | プレミアリーグ         | 32       | 23       | 2          | 2          | 0            | 0            | 14       | 10       | 1      | 1      | 49   | 36   |
| マンチェスター・ユナイテッド | 2002-03      | プレミアリーグ         | 34       | 25       | 3          | 4          | 4            | 1            | 11       | 14       | 0      | 0      | 52   | 44   |
| マンチェスター・ユナイテッド | 2003-04      | プレミアリーグ         | 32       | 20       | 4          | 6          | 0            | 0            | 7        | 4        | 1      | 0      | 44   | 30   |
| マンチェスター・ユナイテッド | 2004-05      | プレミアリーグ         | 17       | 6        | 3          | 2          | 0            | 0            | 7        | 8        | 0      | 0      | 27   | 16   |
| マンチェスター・ユナイテッド | 2005-06      | プレミアリーグ         | 35       | 21       | 2          | 0          | 2            | 1            | 8        | 2        | 0      | 0      | 47   | 24   |
| マンチェスター・ユナイテッド | クラブ通算   | クラブ通算             | 150      | 95       | 14         | 14         | 6            | 2            | 47       | 38       | 2      | 1      | 219  | 150  |
| レアル・マドリード           | 2006-07      | リーガ・エスパニョーラ | 37       | 25       | 3          | 2          | -            | -            | 7        | 6        | 0      | 0      | 47   | 33   |
| レアル・マドリード           | 2007-08      | リーガ・エスパニョーラ | 24       | 16       | 1          | 0          | -            | -            | 7        | 4        | 1      | 0      | 33   | 20   |
| レアル・マドリード           | 2008-09      | リーガ・エスパニョーラ | 6        | 4        | 0          | 0          | -            | -            | 4        | 3        | 2      | 3      | 12   | 10   |
| レアル・マドリード           | 2009-10      | リーガ・エスパニョーラ | 1        | 1        | 2          | 0          | -            | -            | 1        | 0        | 0      | 0      | 4    | 1    |
| レアル・マドリード           | クラブ通算   | クラブ通算             | 68       | 46       | 6          | 2          | 0            | 0            | 19       | 13       | 3      | 3      | 96   | 64   |
| ハンブルガー                 | 2009-10      | ブンデスリーガ         | 11       | 5        | 0          | 0          | -            | -            | 7        | 2        | 0      | 0      | 18   | 7    |
| ハンブルガー                 | 2010-11      | ブンデスリーガ         | 25       | 7        | 1          | 3          | -            | -            | -        | -        | -      | -      | 26   | 10   |
| ハンブルガー                 | クラブ通算   | クラブ通算             | 36       | 12       | 1          | 3          | 0            | 0            | 7        | 2        | 0      | 0      | 44   | 17   |
| マラガ                       | 2011-12      | リーガ・エスパニョーラ | 28       | 4        | 4          | 1          | -            | -            | -        | -        | -      | -      | 32   | 5    |
| キャリア通算                 | キャリア通算 | キャリア通算           | 449      | 249      | 39         | 32         | 6            | 2            | 92       | 62       | 6      | 4      | 592  | 349  |

## 代表歴

### 出場大会
- オランダ代表
  - 2006 FIFAワールドカップ

### 試合数
- 国際Aマッチ 70試合 35得点（1998年-2011年）[27]

| オランダ代表 | 国際Aマッチ | 国際Aマッチ |
| 年           | 出場        | 得点        |
| ------------ | ----------- | ----------- |
| 1998         | 1           | 0           |
| 1999         | 8           | 1           |
| 2000         | 1           | 0           |
| 2001         | 7           | 7           |
| 2002         | 4           | 1           |
| 2003         | 8           | 5           |
| 2004         | 11          | 6           |
| 2005         | 9           | 5           |
| 2006         | 5           | 3           |
| 2007         | 5           | 2           |
| 2008         | 5           | 3           |
| 2010         | 3           | 1           |
| 2011         | 3           | 1           |
| 通算         | 70          | 35          |

### 得点
| #   | 開催年月日     | 開催地                                                       | 対戦国           | スコア | 結果 | 試合概要                                |
| --- | -------------- | ------------------------------------------------------------ | ---------------- | ------ | ---- | --------------------------------------- |
| 1.  | 1999年4月28日  | アーネム、ヘルレドーム                                       | モロッコ         | 1-2    | 1-2  | 親善試合                                |
| 2.  | 2001年4月25日  | アイントホーフェン、フィリップス・スタディオン               | キプロス         | 4-0    | 4-0  | 2002 FIFAワールドカップ・ヨーロッパ予選 |
| 3.  | 2001年6月2日   | タリン、ア・ル・コック・アレーナ                             | エストニア       | 2-2    | 2-4  | 2002 FIFAワールドカップ・ヨーロッパ予選 |
| 4.  | 2001年6月2日   | タリン、ア・ル・コック・アレーナ                             | エストニア       | 2-4    | 2-4  | 2002 FIFAワールドカップ・ヨーロッパ予選 |
| 5.  | 2001年8月15日  | ロンドン、ホワイト・ハート・レーン                           | イングランド     | 0-2    | 0-2  | 親善試合                                |
| 6.  | 2001年9月5日   | アイントホーフェン、フィリップス・スタディオン               | エストニア       | 5-0    | 5-0  | 2002 FIFAワールドカップ・ヨーロッパ予選 |
| 7.  | 2001年10月6日  | アーネム、ヘルレドーム                                       | アンドラ         | 3-0    | 4-0  | 2002 FIFAワールドカップ・ヨーロッパ予選 |
| 8.  | 2001年10月6日  | アーネム、ヘルレドーム                                       | アンドラ         | 4-0    | 4-0  | 2002 FIFAワールドカップ・ヨーロッパ予選 |
| 9.  | 2002年11月20日 | ゲルゼンキルヒェン、アレーナ・アウフシャルケ                 | ドイツ           | 1-3    | 1-3  | 親善試合                                |
| 10. | 2003年3月29日  | ロッテルダム、デ・カイプ                                     | チェコ           | 1-0    | 1-1  | UEFA EURO 2004予選                      |
| 11. | 2003年4月2日   | ティラスポリ、スポルティヴヌィイ・コムプレクス・シェリフ     | モルドバ         | 1-1    | 1-2  | UEFA EURO 2004予選                      |
| 12. | 2003年11月19日 | アムステルダム、アムステルダム・アレナ                       | スコットランド   | 3-0    | 6-0  | UEFA EURO 2004予選                      |
| 13. | 2003年11月19日 | アムステルダム、アムステルダム・アレナ                       | スコットランド   | 4-0    | 6-0  | UEFA EURO 2004予選                      |
| 14. | 2003年11月19日 | アムステルダム、アムステルダム・アレナ                       | スコットランド   | 6-0    | 6-0  | UEFA EURO 2004予選                      |
| 15. | 2004年6月15日  | ポルト、エスタディオ・ド・ドラゴン                           | ドイツ           | 1-1    | 1-1  | UEFA EURO 2004                          |
| 16. | 2004年6月19日  | アヴェイロ、エスタディオ・ムニシパル・デ・アヴェイロ         | チェコ           | 2-0    | 2-3  | UEFA EURO 2004                          |
| 17. | 2004年6月23日  | ブラガ、エスタディオ・ムニシパル・デ・ブラガ                 | ラトビア         | 1-0    | 3-0  | UEFA EURO 2004                          |
| 18. | 2004年6月23日  | ブラガ、エスタディオ・ムニシパル・デ・ブラガ                 | ラトビア         | 2-0    | 3-0  | UEFA EURO 2004                          |
| 19. | 2004年10月23日 | アムステルダム、アムステルダム・アレナ                       | フィンランド     | 2-1    | 3-1  | 2006 FIFAワールドカップ・ヨーロッパ予選 |
| 20. | 2004年10月23日 | アムステルダム、アムステルダム・アレナ                       | フィンランド     | 3-1    | 3-1  | 2006 FIFAワールドカップ・ヨーロッパ予選 |
| 21. | 2005年3月30日  | アイントホーフェン、フィリップス・スタディオン               | アルメニア       | 2-0    | 2-0  | 2006 FIFAワールドカップ・ヨーロッパ予選 |
| 22. | 2005年6月8日   | ヘルシンキ、オリンピックスタジアム                           | フィンランド     | 0-1    | 0-4  | 2006 FIFAワールドカップ・ヨーロッパ予選 |
| 23. | 2005年9月3日   | エレバン、ハラペタカン・スタジアム                           | アルメニア       | 0-1    | 0-1  | 2006 FIFAワールドカップ・ヨーロッパ予選 |
| 24. | 2005年9月7日   | アイントホーフェン、フィリップス・スタディオン               | アンドラ         | 3-0    | 4-0  | 2006 FIFAワールドカップ・ヨーロッパ予選 |
| 25. | 2005年9月7日   | アイントホーフェン、フィリップス・スタディオン               | アンドラ         | 4-0    | 4-0  | 2006 FIFAワールドカップ・ヨーロッパ予選 |
| 26. | 2006年5月27日  | ロッテルダム、デ・カイプ                                     | カメルーン       | 1-0    | 1-0  | 親善試合                                |
| 27. | 2006年6月4日   | ロッテルダム、デ・カイプ                                     | オーストラリア   | 1-0    | 1-1  | 親善試合                                |
| 28. | 2006年6月16日  | シュトゥットガルト、ゴットリープ・ダイムラー・シュタディオン | コートジボワール | 2-0    | 2-1  | 2006 FIFAワールドカップ                 |
| 29. | 2007年9月7日   | アムステルダム、アムステルダム・アレナ                       | ブルガリア       | 2-0    | 2-0  | UEFA EURO 2008予選                      |
| 30. | 2007年9月12日  | ティラナ、ケマル・スタファ・スタジアム                       | アルバニア       | 0-1    | 0-1  | UEFA EURO 2008予選                      |
| 31. | 2008年5月29日  | アイントホーフェン、フィリップス・スタディオン               | デンマーク       | 1-0    | 1-1  | 親善試合                                |
| 32. | 2008年6月9日   | ベルン、スタッド・ドゥ・スイス・バンクドルフ                 | イタリア         | 1-0    | 3-0  | UEFA EURO 2008                          |
| 33. | 2008年6月21日  | バーゼル、ザンクト・ヤコブ・パルク                           | ロシア           | 1-1    | 1-3  | UEFA EURO 2008                          |
| 34. | 2010年9月3日   | セラヴァッレ、スタディオ・オリンピコ                         | サンマリノ       | 0-5    | 0-5  | UEFA EURO 2012予選                      |
| 35. | 2011年3月29日  | アムステルダム、アムステルダム・アレナ                       | ハンガリー       | 3-2    | 5-3  | UEFA EURO 2012予選                      |

## 監督成績
2025年6月27日現在
| クラブ                              | 国               | 就任           | 退任           | 記録 | 記録 | 記録 | 記録 | 記録   |
| クラブ                              | 国               | 就任           | 退任           | 試   | 勝   | 分   | 敗   | 勝率   |
| ----------------------------------- | ---------------- | -------------- | -------------- | ---- | ---- | ---- | ---- | ------ |
| ヨングPSV                           | オランダの旗     | 2021年6月1日   | 2022年5月18日  | 38   | 11   | 11   | 16   | 028.95 |
| PSV                                 | オランダの旗     | 2022年5月19日  | 2021年5月24日  | 51   | 33   | 10   | 8    | 064.71 |
| マンチェスター・ユナイテッド (暫定) | イングランドの旗 | 2024年10月28日 | 2024年11月10日 | 4    | 3    | 1    | 0    | 075.00 |
| レスター・シティ                    | イングランドの旗 | 2024年11月29日 | 2025年6月27日  | 27   | 5    | 3    | 19   | 018.52 |
| 通算                                | 通算             | 通算           | 通算           | 120  | 52   | 25   | 43   | 043.33 |

## タイトル

### クラブ
PSVアイントホーフェン
- エールディヴィジ : 1999-00, 2000-01

マンチェスター・ユナイテッド
- FAプレミアリーグ : 2002-03

レアル・マドリード
- プリメーラ・ディビシオン : 2006-07, 2007-08

### 個人
- エールディヴィジ得点王 : 2回（1998-99, 1999-00）
- FAプレミアリーグ得点王 : 1回（2002-03）
- プリメーラ・ディビシオン得点王 : 1回（2006-07）
- チャンピオンズリーグ得点王 : 3回（2001-2002, 2002-2003, 2004-2005）
- プレミアリーグ年間最優秀選手 : 1回（2002-2003）
- FIFA 100

### 指導者
PSVアイントホーフェン
- KNVBカップ : 2022-23
- ヨハン・クライフ・スハール : 2023